# Кралска библиотека (Торино)
Кралската библиотека в град Торино, Северна Италия (на италиански: Biblioteca Reale di Torino) е една от най-важните културни институции в града, част от серийния обект на ЮНЕСКО „ Савойски кралски резиденции “, регистриран в списъка на Световното културно наследство от 1997 г. Намира се в комплекса на Кралския дворец на Торино.

## История
Създадена е през 1839 г. от Карл Алберт Савойски-Каринян. Той възлага на граф Микеле Саверио Прована дел Сабионе да събере онова, което е останало от книжното наследство в Кралския дворец след дарението от Виктор Амадей II Савойски на Торинския университет, както и онова, което е било откраднато с разграбването от епохата на Наполеон.
Към останалите колекции Карл Алберт добавя свои собствени книги и всички томове, предоставени от различни дарители. Библиотекарят Доменико Промис изиграва основна роля в развитието на библиотеката, идентифицирайки възможността за създаване на колекция, специализирана в историята на древните сардински държави и на военна, хералдична и нумизматична тематика.
През 1840 г. библиотеката вече притежава 30 000 тома, всички със значителна стойност. Разрастването на наследството води до поставянето ѝ в крилото под Галерия „Бомон“, в залите, създадени от архитекта Пеладжо Паладжи. Художниците Марко Антонио Трефоли и Анджело Моя, въз основа на рисунки на Пеладжи, рисуват свода на централната зала в монохромен цвят, както се потвърждава от разплащателни листове от 1841 г.
Разрастването на библиотеката се забавя значително при възкачването на трона на Виктор Емануил II, който е малко чувствителен към грижата за библиотечното наследство, и с преместването на столицата във Флоренция и след това в Рим. Суверените обаче продължават да изпращат получените като подаръци книги в Торино.
Важна придобивка се обуславя от подарения от граф Теодоро Сабачников Кодекс за полета на птиците на Леонардо да Винчи.
С появата на републиката след Втората световна война библиотеката преминава към Италианската държава, макар и след дълъг спор със Савойската династия, приключил през 1973 г.

## Наследство
В момента библиотеката притежава приблизително 200 000 печатни тома, 4500 ръкописа, 3055 рисунки, 187 инкунабули, 5019 книги от XVI век, 20 987 брошури, 1500 пергамента, 1112 периодични издания, 400 фотографски албума и множество гравюри и географски карти.
Сред запазените материали най-важната реликва е Автопортретът на Леонардо да Винчи, продаден на крал Карл Алберт Савойски-Каринян от колекционера Джовани Волпато през 1839 г. и съхраняван в подземен отдел на библиотеката.
В колекцията от рисунки на Швейцарската школа, наред с шедьоврите на Ханс Бургкмайр, Албрехт Дюрер, Волфганг Хубер, Николас Кнюпфер, Кристиан Вилхелм Ернст Дитрих, в раздела, посветен на майсторите на немската култура, има само три примера на Швейцарската школа.
Със закупуването от Карл Алберт Савойски-Каринян на колекцията на Джовани Волпато през 1839 г. в колекцията влизат автограф от художника от XVIII век Зигмунд Фройденбергер и две рисунки на художника от XVI век Урс Граф. Те, с писалка и сиво и черно мастило, изобразяват две двойки танцуващи селяни, датирани са от 1528 г. и са подписани с монограма, използван от Граф от 1518 г. – буквата G, пресечена от кама. Двата листа са част от поредица от други рисунки със същата тема, съхранявани съответно в Париж (École des Beaux-Arts), в абатството Сен Винок (Музей на Берг), в Базел и Берлин (Гравюрен кабинет) и в Музей „Пол Гети“ в Лос Анджелис. Има препратка към същата тема, създадена от Албрехт Дюрер през 1514 г., но тук Граф иска да подчертае покварата и телесността на двамата селяни, с техните стари лица и парцаливи дрехи.